# Mein Liebling, der Tyrann
Mein Liebling, der Tyrann ist eine Filmkomödie aus dem Jahr 1997, in deren Mittelpunkt die Beziehung des Diktators eines ehemaligen Ostblockstaates zum Kindermädchen seiner Kinder steht.

## Handlung
Joy Miller unterrichtet an einer wenig erfolgreichen Schule in New York City Kosmetik und Schönheitskunde und setzt unachtsam die Schule in Brand.
Daraufhin arbeitslos, läuft sie unbeabsichtigt Ira Grushinsky in die Arme, dem Privatsekretär des Diktators Boris Pochenko. Dieser sucht eine Lehrerin und Nanny für seine vier Kinder. Ira, der meint, Joy Miller unterrichte Fremdsprachen und Mathematik, lädt die extrovertierte Frau in das Land seines Arbeitgebers ein.
Hier muss Joy Miller erkennen, dass Boris Pochenko ein strenges Regime führt – nicht nur gegenüber seinen Untertanen, sondern auch gegenüber seinen Kindern.
Joy Miller beschließt daraufhin, Schwung und Würze in das Leben des Staatsmannes und Witwers zu bringen, und kommt dem strengen Mann zusehends näher.
Gleichzeitig gerät sie auch zwischen die Fronten eines Staatsstreiches, als der junge Dissident Alek, in den Pochenkos Tochter Katrina verliebt ist, unter Verdacht gerät, einen Anschlag auf den Diktator verüben zu wollen.
Doch auch hier kann Miss Miller ihren Charme wie auch ihre einfachen Ansätze einsetzen, um zwischen den verhärteten Fronten zu vermitteln.

## Kritik
„Wenig schwungvolles Remake des Films "Anna und der König von Siam" (1946), das seine Handlung in einen osteuropäischen Fantasiestaat verlegt. Zwar wird viel Gefühl aufgeboten, doch völlig überzeugen kann die konventionelle Geschichte nicht. Lediglich die Hauptdarstellerin versteht durch ihre Ausstrahlung für sich einzunehmen.“

## Hintergrundinformationen
Der Film erzählt in 105 Minuten die komplette Story der ebenfalls mit Fran Drescher besetzten, bekannteren Fernsehserie „Die Nanny“, wenn auch mit einigen kleinen Änderungen. Auch die Charaktere und die Besetzung der Einzelnen ähneln stark der beliebten US-Sitcom.
Der Film wurde in Beverly Hills, Los Angeles, Prag und auf Schloss Sychrov in der tschechischen Gemeinde Sychrov gedreht.

## Auszeichnungen
Fran Drescher wurde 1998 mit der Goldenen Himbeere in der Kategorie Schlechteste Schauspielerin nominiert.